# Edward Luttwak
Edward Nicolae Luttwak (Arad, Romênia, 4 de novembro de 1942) é um estrategista militar, cientista político e historiador estadunidense.
Publicou obras sobre estratégia militar, história e relações internacionais.

## Obras
- Coup d'État: A Practical Handbook, ISBN 0-674-17547-6. [ London 1968,frequently reprinted since] 1969; Revised Edition: (Cambridge, Mass., 1979),(London, 1979; Sydney, 1979).
- A Dictionary of Modern War (London, 1971), ISBN 0-7139-0130-6.
- The Strategic Balance, 1972 (New York, 1972), ISBN 0-912050-33-0.
- The Political Uses of Sea Power (Baltimore, 1974), ISBN 0-8018-1658-0.
- The US – USSR Nuclear Weapons Balance (Beverly Hills, 1974), ISBN 0-8039-0096-1.
- The Grand Strategy of the Roman Empire from the First Century AD to the Third (Baltimore, 1976), ISBN 0-8018-2158-4.
- Strategic Power: Military Capabilities and Political Utility (California, 1976), ISBN 0-8039-0659-5.
- Sea Power in the Mediterranean: Political Utility and Military Constraints (California, 1979), ISBN 0-8191-6010-5
- The Israeli Army (with Dan Horowitz) (Cambridge, Massachusetts, 1983), ISBN 0-06-012723-6.
- The Grand Strategy of the Soviet Union (London, 1983), ISBN 0-312-34260-8.
- The Pentagon and the Art of War (New York, 1984), ISBN 0-671-61770-2.
- Strategy and History (New Jersey, 1985), ISBN 0-88738-065-4
- Strategy: The Logic of War and Peace (Cambridge, Massachusetts, 1987), ISBN 0-674-00703-4.
- The Endangered American Dream: How To Stop the United States from Being a Third World Country and How To Win the Geo-Economic Struggle for Industrial Supremacy (New York, 1993), ISBN 0-671-86963-9.
- Turbo-Capitalism: Winners and Losers in the Global Economy (New York, 1999), ISBN 0-06-019330-1.
- Strategy: The Logic of War and Peace Rev.Enlarged Edition (Cambridge, Massachusetts, 2002), ISBN 978-0-674-00703-1.
- The Grand Strategy of the Byzantine Empire (Cambridge, Massachusetts, 2009), ISBN 978-0-674-03519-5.
- The Rise of China vs. the Logic of Strategy (Cambridge, Massachusetts, 2012), ISBN 978-0-674-06642-7.